# MAS-38
El MAS-38 (Pistolet Mitralleur MAS Modèle 38) era un subfusil francés calibre 7,65 mm diseñado antes de la Segunda Guerra Mundial y empleado por las fuerzas francesas y alemanas.
Es el resultado de un programa de desarrollo de armas ligeras que tuvo lugar entre 1918 y 1922 bajo el control del Service Technique de l'Armement. Se desarrollaron un subfusil, una ametralladora ligera y un fusil semiautomático para reemplazar a todas las armas ligeras en servicio. Los recortes presupuestarios debidos a la construcción de la Línea Maginot retrasaron la adopción de estas nuevas armas, salvo la ametralladora ligera M1924/29.

## Historia

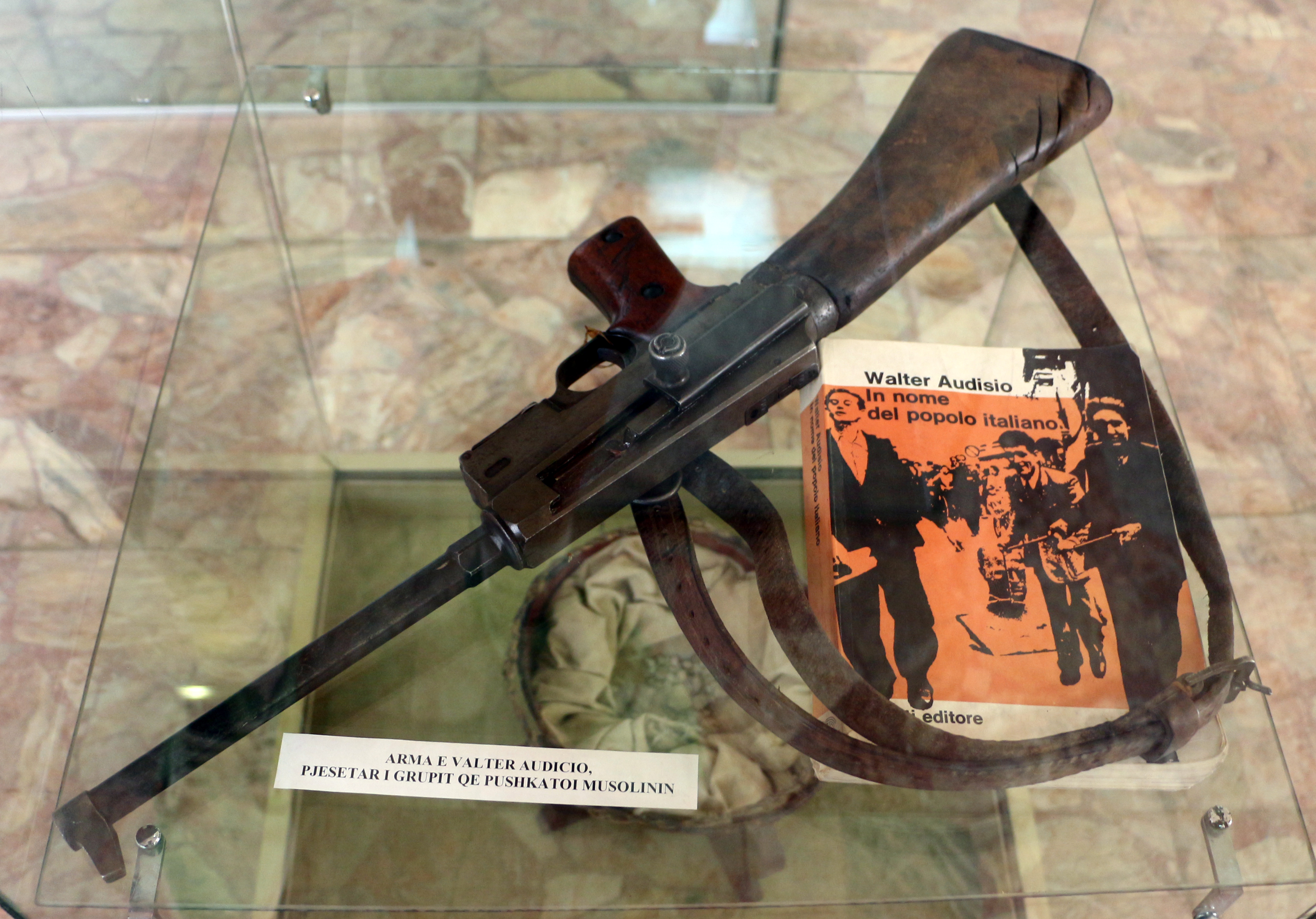
El MAS-38 empleado por Walter Audisio para ejecutar a Benito Mussolini (Museo Histórico Nacional de Albania).

El MAS-38 fue desarrollado a partir del subfusil experimental MAS-35, que a su vez se derivaba del STA 1922 y el MAS 1924, ambos de 9 mm y producidos al poco tiempo de terminada la Primera Guerra Mundial. Antes del desarrollo de esta arma, Francia empleaba una variedad de subfusiles alemanes y suizos.
La Manufacture d'armes de Saint-Étienne (MAS) era una fábrica de armas francesa que produjo varias armas de fuego para el Ejército francés, incluyendo al fusil de cerrojo MAS-36, el fusil semiautomático MAS-49 y el fusil de asalto FAMAS. Ahora forma parte de Nexter. El Ministerio de Guerra aprobó el MAS-38 en 1938, pero su producción no empezó hasta 1939. Inicialmente el subfusil era suministrado a la Guardia Nacional antes que al Ejército.
El Ejército alemán capturó la fábrica de la MAS en 1940 cuando el MAS-38 empezaba a ser producido en serie. Los alemanes aceptaron el subfusil como arma sustituta con la designación de MP722(f). Continuaron produciéndolo para sus Fuerzas Armadas y suministraron algunos a la Francia de Vichy.
El 28 de abril de 1945, los partisanos italianos usaron un MAS-38 para fusilar a Benito Mussolini.
Su producción cesó en 1949. Para aquel entonces se habían fabricado 1.958 subfusiles antes de la ocupación alemana, pero se desconocen otras cifras de producción. La policía francesa continuó empleando el MAS-38 después de la Segunda Guerra Mundial, hasta que fue reemplazado por el subfusil MAT-49 en la década de 1950.

## Características
El MAS-38 tiene una longitud de 623 mm y un cañón de 224 mm; pesa 2,87 kg descargado. Utiliza un cargador extraíble recto, de 32 cartuchos. Su velocidad de boca es de 350 m/s y tiene una cadencia de 600-700 disparos/minuto.
Este subfusil disparaba el cartucho 7,65 x 20 Longue, que es similar al .30 Pedersen pero no una copia exácta. El cartucho 7,65 x 20 Longue es varios milímetros más largo que su predecesor empleado por el aparato Pedersen. También era el cartucho empleado por las pistolas Modelo 1935, permitiendo una estandarización limitada pero evitando que los soldados franceses utilicen munción enemiga capturada.
El MAS-38 es fácilmente reconocible por la inusual distribución de su cajón de mecanismos. Esto se debe a que el cajón de mecanismos y la culata divergen de la alineación con el cañón por varios grados, haciendo que el arma sea compacta ya que su cerrojo retrocede dentro de un tubo que va a través de la culata. Para permitir apuntar con normalidad, la culata tuvo que inclinarse mientras que el cajón de mecanismos quedó alineado. Esto requería que el cerrojo se aproxime en ángulo a la recámara, por lo que su cara fue cortada oblicuamente para que pueda cerrarse sobre el cartucho. El MAS-38 también tiene un inusual seguro: el cerrojo podía asegurarse (tanto en posición abierta como cerrada) al empujar el gatillo hacia adelante. Una característica valiosa era que no se necesitaban herramientas para desarmarlo.
Un arma de alta calidad, el MAS-38 era fabricado mediante mecanizado de acero macizo, con unas cuantas piezas de chapa de acero estampada. Fue diseñado con un retén del cerrojo reforzado para prevenir el desgaste y aumentar la vida útil de las piezas internas. Un alza plegable con dos ajustes iba oculta dentro del cajón de mecanismos, por lo que solo podía emplearse una vez desplegada.
La extraña apariencia del MAS-38 no afectó su precisión, pero su cartucho era poco potente en comparación con el cartucho alemán de pistola estándar 9 x 19 Parabellum.

## Usuarios
- Francia
  -  Resistencia Francesa y Francia Libre
  -  Francia de Vichy
- Alemania nazi
- Burkina Faso[6]
- República Centroafricana: La Policía de la República Centroafricana tenía 30 MAS-38 en 1963.[7]
- Senegal[8]
- Vietnam
  -  Vietnam del Norte: Vietminh[9]
  -  Vietnam del Sur[10]